# Nicolas Höfler
Nicolas Höfler (Überlingen, Alemania Federal, 9 de marzo de 1990) es un futbolista alemán. Juega de centrocampista y su equipo es el S. C. Friburgo de la 1. Bundesliga alemana.

## Trayectoria
Entró a las inferiores del Friburgo en 2005, y desde el año 2010 forma parte del primer equipo del club, donde ha pasado toda su carrera salvo entre 2011 y 2013, cuando fue enviado a préstamo al Erzgebirge Aue.

## Estadísticas
Actualizado al último partido disputado el 10 de mayo de 2025 (no incluye encuentros por los equipos reservas).
| Club                      | Div.          | Temporada     | Liga  | Liga  | Copas nacionales | Copas nacionales | Copas internacionales | Copas internacionales | Total | Total |
| Club                      | Div.          | Temporada     | Part. | Goles | Part.            | Goles            | Part.                 | Goles                 | Part. | Goles |
| ------------------------- | ------------- | ------------- | ----- | ----- | ---------------- | ---------------- | --------------------- | --------------------- | ----- | ----- |
| Erzgebirge Aue · Alemania | 2.ª           | 2011-12       | 13    | 1     | 1                | 0                | —                     | —                     | 14    | 1     |
| Erzgebirge Aue · Alemania | 2.ª           | 2012-13       | 27    | 0     | 2                | 0                | —                     | —                     | 29    | 0     |
| Erzgebirge Aue · Alemania | Total club    | Total club    | 40    | 1     | 3                | 0                | 0                     | 0                     | 43    | 1     |
| S. C. Friburgo · Alemania | 1.ª           | 2013-14       | 14    | 2     | 2                | 0                | 4                     | 0                     | 20    | 2     |
| S. C. Friburgo · Alemania | 1.ª           | 2014-15       | 20    | 0     | 2                | 0                | —                     | —                     | 22    | 0     |
| S. C. Friburgo · Alemania | 2.ª           | 2015-16       | 33    | 2     | 2                | 0                | —                     | —                     | 35    | 2     |
| S. C. Friburgo · Alemania | 1.ª           | 2016-17       | 28    | 1     | 1                | 0                | —                     | —                     | 29    | 1     |
| S. C. Friburgo · Alemania | 1.ª           | 2017-18       | 27    | 1     | 2                | 0                | 2                     | 0                     | 31    | 1     |
| S. C. Friburgo · Alemania | 1.ª           | 2018-19       | 18    | 0     | 2                | 0                | —                     | —                     | 20    | 0     |
| S. C. Friburgo · Alemania | 1.ª           | 2019-20       | 32    | 1     | 1                | 0                | —                     | —                     | 33    | 1     |
| S. C. Friburgo · Alemania | 1.ª           | 2020-21       | 31    | 1     | 2                | 0                | —                     | —                     | 33    | 1     |
| S. C. Friburgo · Alemania | 1.ª           | 2021-22       | 30    | 2     | 5                | 1                | —                     | —                     | 35    | 3     |
| S. C. Friburgo · Alemania | 1.ª           | 2022-23       | 32    | 0     | 5                | 1                | 7                     | 1                     | 44    | 2     |
| S. C. Friburgo · Alemania | 1.ª           | 2023-24       | 28    | 1     | 2                | 0                | 10                    | 0                     | 40    | 1     |
| S. C. Friburgo · Alemania | 1.ª           | 2024-25       | 20    | 0     | 2                | 0                | —                     | —                     | 22    | 0     |
| S. C. Friburgo · Alemania | Total club    | Total club    | 313   | 11    | 28               | 2                | 23                    | 1                     | 364   | 14    |
| Total carrera             | Total carrera | Total carrera | 353   | 12    | 31               | 2                | 23                    | 1                     | 407   | 15    |
| 1. 2.                     |               |               |       |       |                  |                  |                       |                       |       |       |

## Palmarés

### Títulos nacionales
| Título        | Club           | País     | Año     |
| ------------- | -------------- | -------- | ------- |
| 2. Bundesliga | S. C. Friburgo | Alemania | 2015-16 |